# نباح

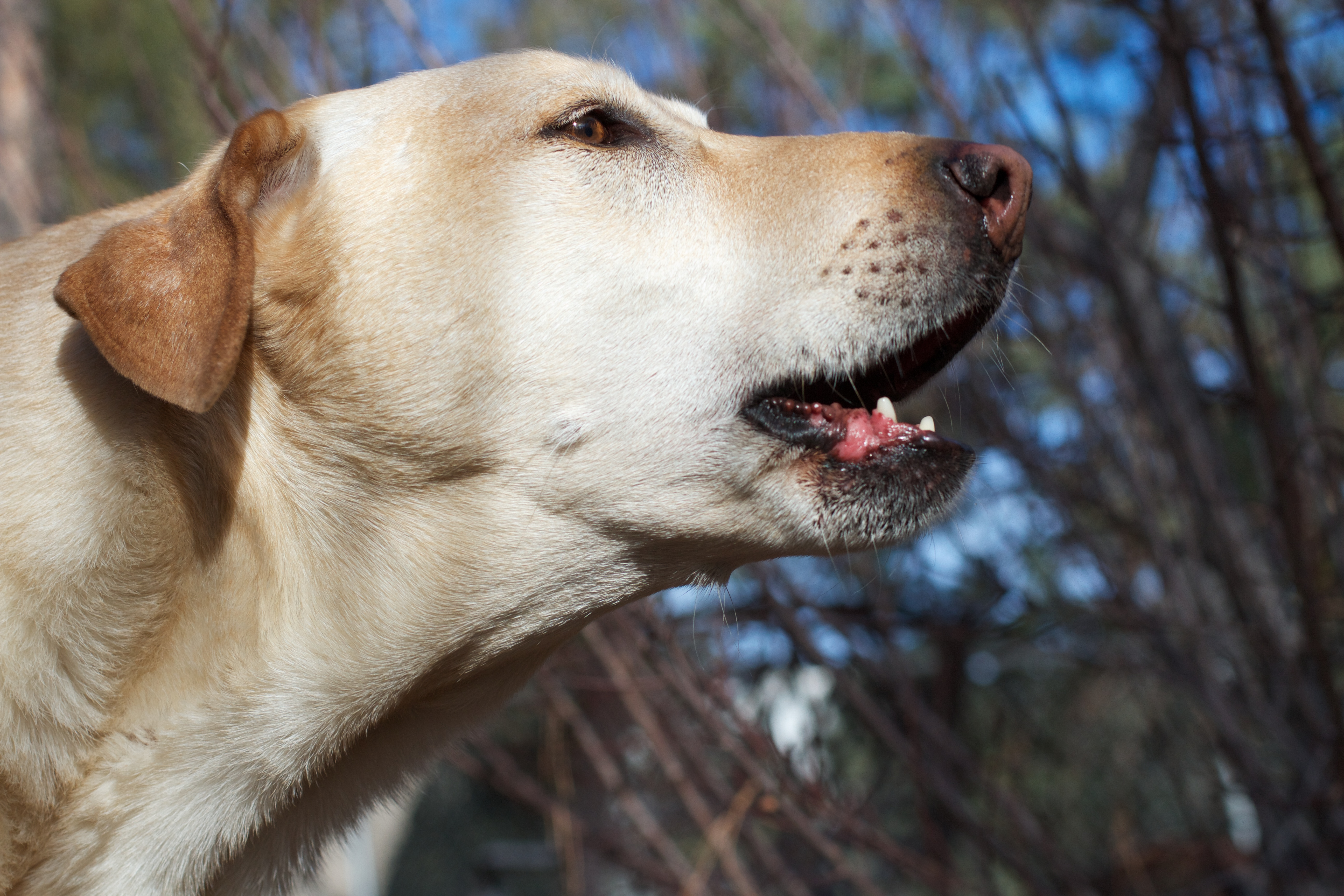
كلب ينبح

النُباح هو الصوت الذي يتم إنتاجه عادةً من قبل الكلاب وهو وسيلة رئيسية للتواصل بين الكلب وبيئته. ويصدر هذا الصوت كذلك من مجموعة مختلفة من الحيوانات مثل الذئاب والقيوط والثعالب وزعنفيات الأقدام والضفادع والبوم النباح. كما أن هذا الصوت يصدر من العديد من أجناس فصيلة الكلبيات.
قد يكون النباح تعبيرًا عن مجموعة من المشاعر أو الاحتياجات، مثل الخوف، الفرح، التحذير، أو طلب الانتباه. يمكن أن يكون النباح وسيلة لتحذير صاحبه من خطر محتمل أو تعبيرًا عن شعور بالوحدة أو رغبة في اللعب.
وتتنوع أنواع النُباح حسب نغمة الصوت، مدته، وتكراره. قد يكون النباح علامة على السعادة أو الإثارة، كما يمكن أن يكون تحذيرًا من خطر أو تفاعلًا مع البيئة المحيطة. على سبيل المثال، النباح العالي والمتكرر غالبًا ما يدل على دعوة للعب أو ترحيب، بينما النباح المنخفض والمستمر قد يشير إلى تهديد أو قلق. بالإضافة إلى ذلك، قد يعوي الكلب أو يئن للتعبير عن مشاعر مثل الألم أو الوحدة. فهم نوع النباح وسياقه يساعد في تفسير ما يحاول الكلب التعبير عنه، مما يعزز التواصل الجيد بين الكلب وصاحبه.

## وصلات خارجية
كلب ينبح - فيديو من موقع يوتيوب